# The Man Who Paid
The Man Who Paid è un film del 1922 diretto e prodotto da Oscar Apfel.

## Trama
Oliver, un giovane canadese, è stato in carcere pur se innocente. Per dimenticare questa ingiustizia, va nel selvaggio Nord del Canada dove diventa agente per una compagnia commerciale. Incontra Jeanne, se ne innamora e la sposa. I due hanno un bambino e vivono felici.
Ma Louis Duclos, un cacciatore senza scrupoli mette in giro voci sul passato di Oliver cercando, nel contempo, di sedurre Jeanne e di rubare la miniera che Oliver e suo fratello Guy hanno scoperto. Un indiano avvisa Oliver che la moglie è stata rapita. I due fratelli si mettono alla sua ricerca. Duclos incontra la morte per mano di un indiano che aveva raggirato.
Jeanne è salva e la miniera rivela un filone ricco d'argento. 
Oliver pensa se non sia il caso di ritornare in città e riprendere i suoi affari, ma poi decide di restare tra quei boschi e quelle montagne dove sarà più felice con la sua famiglia.

## Produzione
Parte delle riprese del film vennero girate al penitenziario statale di Sing Sing a Ossining, nello stato di New York.

## Distribuzione
Distribuito dalla Producers Security Corporation, il film uscì nelle sale cinematografiche statunitensi nel marzo 1922.